# ヴォルフガング・ホフマン
ヴォルフガング・ホフマン（Wolfgang Hofmann 1941年3月30日-2020年3月12日）は、ドイツのケルン出身の柔道選手。階級は中量級。身長177cm。体重80kg。

## 人物
現役時代は西ドイツ代表として活躍していた。ケルン大学経済学部に在学していた1961年に天理大学へ柔道留学して、1963年まで修行を積んだ。1964年東京オリンピックの中量級に東西統一ドイツ(EUA)代表で出場して決勝まで進むが、岡野功に横四方固で敗れたものの銀メダルを獲得した。その後も天理大学を練習で度々訪れて、1967年になるとケルン大学の体育学部に新たに入学して柔道を専攻することになった。現役引退後は西ドイツナショナルチームのコーチになるなど、現在のドイツ柔道の基礎を作り上げた人物の1人となった。

## 主な戦績
- 1964年 - 東京オリンピック　2位
- 1964年 - ドイツ国際　優勝
- 1965年 - ポーランド国際　2位
- 1965年 - ヨーロッパ選手権　優勝
- 1966年 - ドイツ国際　3位
- 1967年 - ドイツ国際　2位　無差別　2位
- 1967年 - イギリス国際　優勝
- 1968年 - ヨーロッパ選手権　優勝
- 1968年 - ドイツ国際　優勝
- 1969年 - 世界選手権　7位